# Thomaskirche (Köln)

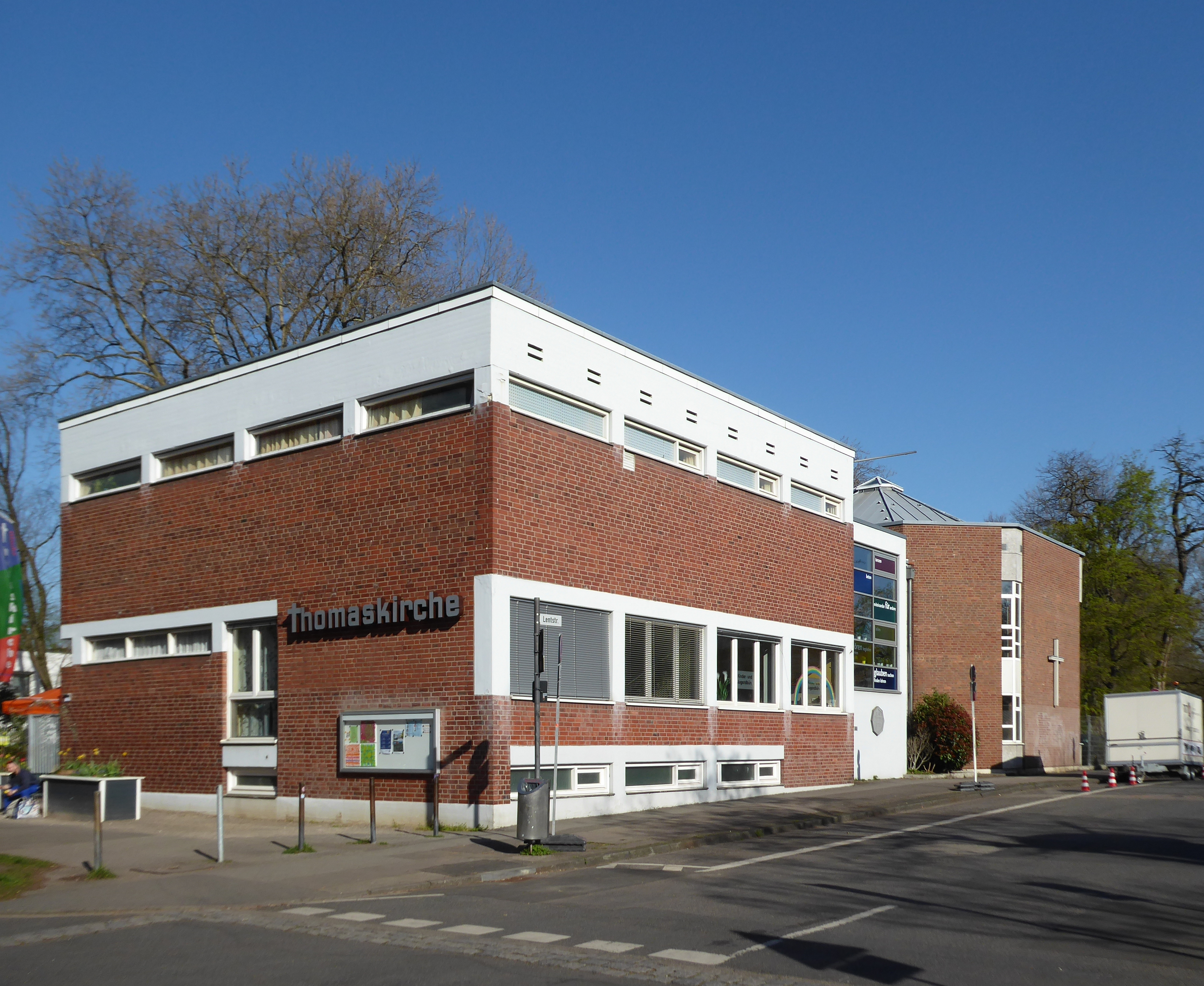
Thomaskirche

Die Thomaskirche ist eine evangelische Kirche der Evangelischen Gemeinde Köln im Kölner Agnesveedel, an der nördlichen Peripherie der Innenstadt. Heute bildet die Thomaskirche gemeinsam mit der Christuskirche (Köln) einen gemeinsamen Bezirk der Evangelischen Gemeinde Köln, die zum Kirchenkreis Köln-Mitte der Evangelischen Kirche im Rheinland gehört.

## Geschichte
Bereits in den 1950er Jahren gab es in der Evangelischen Gemeinde Köln erste Überlegungen zur Errichtung eines Gemeindezentrums für den nördlichsten Pfarrbezirk. Im Jahr 1963 beschloss die Evangelische Gemeinde Köln unter Pfarrer Udo Lüthje die Gründung eines "Gemeindezentrums Lentstraße", das nach dem Entwurf des Architektenbüros Dr. Leonhard Schulze & Dr. Wilhelm Hesse mit Gemeinderäumen sowie der Pfarrschwestern- und Küsterwohnung am 29. November 1968 eröffnet wurde. Die im selben Jahr vorgebrachten Namensvorschläge "August-Hermann-Franke-Haus", "Dr.-Martin-Luther-King-Haus", "Anne-Frank-Haus" und "Paul-Schneider-Haus" fanden keine Mehrheit. Der 1975 gemachte Vorschlag des Bezirkspresbyteriums "Thomashaus" wurde am 23. Juni 1976 angenommen. In einer zweiten Bauphase wurde dem Gemeindehaus ein Kirchsaal angebaut, der am 10. Mai 1987 eingeweiht wurde, ohne dass es sofort zu einer Namensänderung gekommen wäre. Mit der Zeit hat sich dann die Bezeichnung "Thomaskirche" auch offiziell durchgesetzt.

## Architektur
Der Kirchraum der Thomaskirche besteht aus einem Oktogon, über dem eine Deckenpyramide sitzt. Errichtet wurde die Kirche in Skelettbauweise. Architekt des Kirchbaus ist Ludwig Groth.

## Orgel

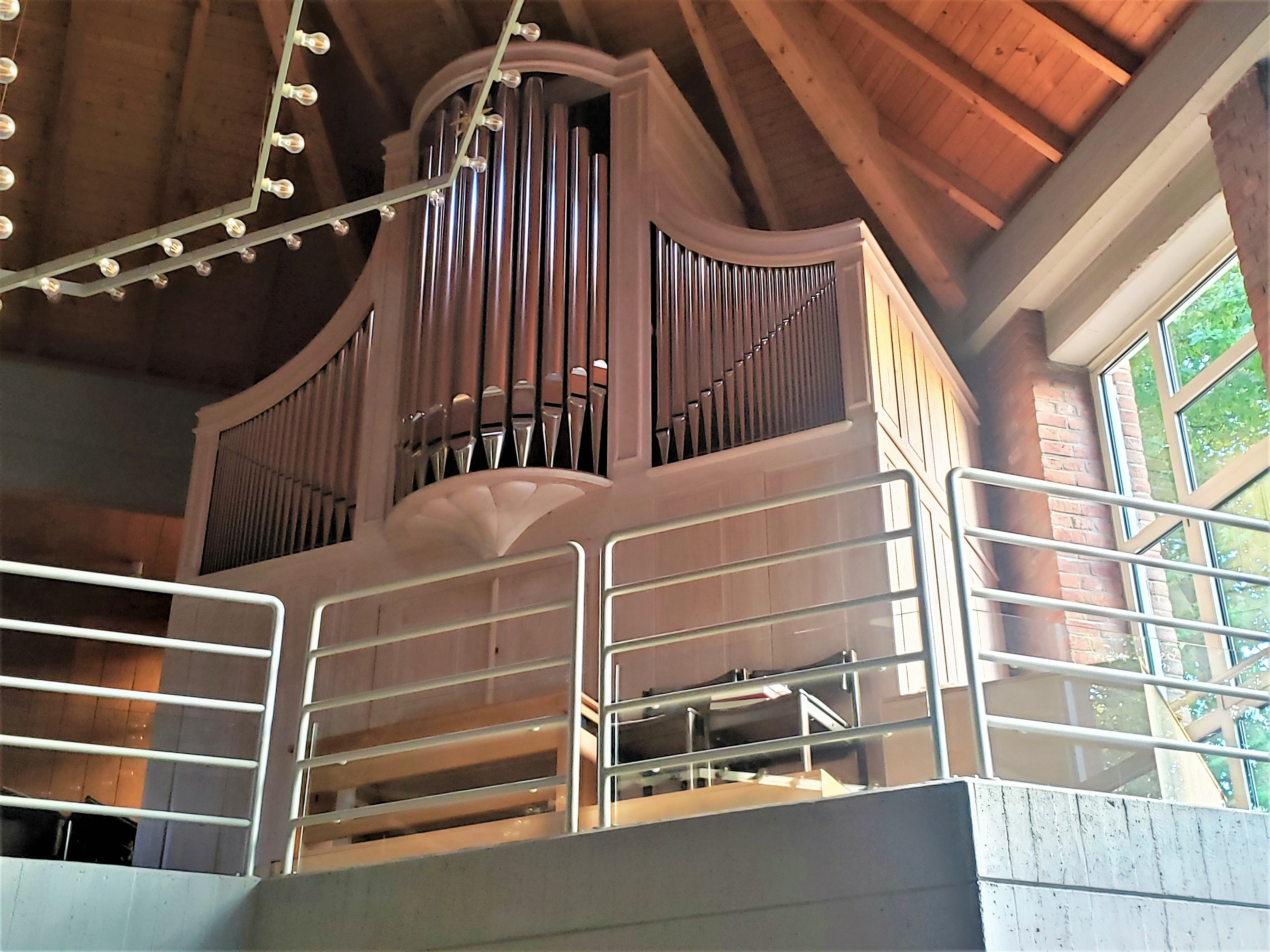
Blick zur Orgel

Bei der Einweihung des Gemeindehauses 1968 war nur ein kleines Orgelpositiv mit einem Manual und vier Registern vorhanden. Im Dezember 1977 beschloss die Evangelische Gemeinde Köln den Bau einer Kirchenorgel, die so gebaut werden sollte, dass sie auch in die geplante Kirche versetzt werden könnte. 1979 wurde die Orgelbaufirma Willi Peter beauftragt. Die Orgel wurde am 19. Juli 1981 eingeweiht. Es handelte sich um eine mechanische zweimanualige Schleifladen-Orgel mit zehn Registern auf 4-Fuß-Basis. Letztmals wurde sie bei einem Gottesdienst am 8. März 1987 gespielt. Dann wurde sie abgebaut und auf der Empore im neuen Kirchraum wieder aufgebaut. 2007 wurde sie in die Auferstehungskirche in Wolnzach durch die Erbauerfirma transferiert.
Im Oktober 2007 wurde die, von der Kölner Kreuzkirche hierher transferierte Orgel von Wilhelm Rühle aufgebaut. Dieses Instrument verfügt über 15 Register auf zwei Manualen und Pedal, es ist nach sächsischen Vorbildern und insbesondere jenen von Gottfried Silbermann gefertigt.
| I Hauptwerk |            |    |
| 1.          | Prinzipal  | 8′ |
| 2.          | Rohrflöte  | 8′ |
| 3.          | Oktave     | 4′ |
| 4.          | Spitzflöte | 4′ |
| 5.          | Oktave     | 2′ |
| 6.          | Mixtur III | 1′ |

| II Hinterwerk |           |        |
| 7.            | Gedeckt   | 8′     |
| 8.            | Rohrflöte | 4′     |
| 9.            | Nasat     | 2 ⁄3′  |
| 10.           | Oktave    | 2′     |
| 11.           | Terz      | 1 3⁄5′ |
| 12.           | Sifflöte  | 1′     |

| Pedal |              |     |
| 13.   | Subbaß       | 16′ |
| 14.   | Prinzipalbaß | 8′  |
| 15.   | Posaune      | 16′ |

- Koppeln: II/I, I/P, II/P
- Spielhilfen: Zimbelstern